# Atlas Atlantique Airlines
Atlas Atlantique Airlines  était le nom commercial de la compagnie aérienne française aujourd'hui disparue d'Atlantique Air Assistance SA. 
Cette compagnie a d'abord débuté ses activités de charter, aviation d'affaires, évacuations sanitaires (EVASAN), transports d'organes et de fret. 
A partir de 2015, la compagnie change de stratégie et s'oriente vers le transport de passagers mais en 2017, la compagnie cesse son activité en décembre à cause de difficultés financières.

## Historique
André Besseau crée la compagnie Atlantique Air Assistance en 1989.

### La compagnie d'affaires et de transport sanitaireAtlantique Air Assistance(1989-2015)
La compagnie aérienne était basée sur les aéroports de Nantes Atlantique. Elle a transporté à ce jour des passagers, d'hommes d'affaires à travers toute l'Europe, les pays de l'Est et l'Afrique du Nord.
L'entreprise est titulaire d'une licence mondiale d'exploitation, ainsi que d'un certificat de transporteur aérien (CTA no F-O-002) délivrés par le ministère français des Transports. Elle est également la première compagnie aérienne à avoir obtenu le label qualité ISO 9001-2000.
Elle proposait des services comme l'aviation d'affaires, les vols charter, les vols sanitaires, les vols fret et transports funéraires internationaux.
En 2006, elle crée sa filiale Atlantique Air Lines pour mettre à disposition de sa clientèle des appareils de plus de 19 places. Grâce à cette création, l'entreprise s'est développée en augmentant sa flotte avec 2 Embraer 120 de 30 places qui ont été remplacés courant 2008 pour 2 ATR 42-320 de 46 places.
En 2008, la compagnie possédait 1 Beechcraft King 90 de 5 passagers en VIP ou 8 passagers en configuration normale, 1 Beechcraft 1900C de 18 passagers, 1 Beechcraft 1900D de 19 passagers et 2 Embraer 120 de 30 passagers.
Atlantique Air Assistance affrétait un ATR-42 pour le FC Nantes et son président Waldemar Kita pour le déplacement des joueurs professionnel.
Son slogan était "Les ailes de votre entreprise".
AAA devenait le partenaire d'Atlas Tour, un tour-opérateur basé à Lille (agent de voyage), dont Mr Belkacem Belghaouar était co-associé.
En 2015, AAA possédait encore en flotte deux Beechcraft 1900 (version C et D).

### La compagnie moyen-courrierAtlas Atlantique Airlines(2015-2017)
En juillet 2014, la compagnie Atlantique Air Assistance est rachetée par la société lilloise BNA Holding appartenant au franco-algérien Belkacem Belghouar. De ce faite, André Besseau remet sa démission le 02 juillet 2014.
Le président de la société devient  alors Belkacem Belghouar.
Atlantique Air Assistance devient Atlas Atlantique Airlines en 2015.
A compter du 17 décembre 2015, la compagnie développe son activité sur des vols moyens courriers entre la France et l'Algérie. Elle utilisait un A320 affrété par la compagnie lituanienne Small Planet Airlines (en). 
En 2017, la compagnie affrète l'airbus A319 SX-ABE, loué à la société grecques Olympus Airways.
En 2017, la compagnie connaît des difficultés financières, AAA est placée en redressement judiciaire. Elle cesse ses opérations en octobre 2017.
Faute de repreneurs, la compagnie aérienne est placée en liquidation judiciaire en décembre 2017,. 
Atlas Tour Voyages est vendu en 2020 par Belkacem Belghaouar qui avait co-créé la compagnie Air Méditerranée International (2009-2011), spécialisée pour les vols vers l'Algérie notamment au départ de Montpellier, deuxième communauté Algérienne de France, filiale d'Air Méditerranée.

Logos des compagnies du groupe de 1989 à 2017
Logo de la société mère Atlantique Air Assistance.
Logo de la société mère Atlantique Air Assistance.
Logo de la filiale Atlantique Air Lines.
Logo d'Atlas Atlantique Airlines

## Les dernières destinations desservies
- Carcassonne (CCF) / ORAN (ORN)
- Paris Vatry (XCR) / ORAN (ORN)
- Paris Vatry (XCR) / ALGER (ALG)
- Paris Vatry (XCR) / BÉJAÏA (BJA)
- Paris Vatry (XCR) / TLEMCEN (TLM)
- Paris Vatry (XCR) / CONSTANTINE (CZL)

En vols charters :
- Paris Beauvais (BVA) / ORAN (ORN)

## Anciennes destinations
- Carcassonne (CCF) / ALGER (ALG) (2015)
- St-Étienne (EBU) / ORAN (ORN) et SETIF (QSF)

## Flotte
| Type             | Nombre | Sièges | Immatriculations |
| ---------------- | ------ | ------ | ---------------- |
| Beechcraft 1900C | 1      | 18     | F-GPYY           |
| Airbus A319      | 1      | 144    | SX-ABE           |

### Flotte historique
- ATR 42-320
- Beechcraft 1900D
- Embraer EMB 120

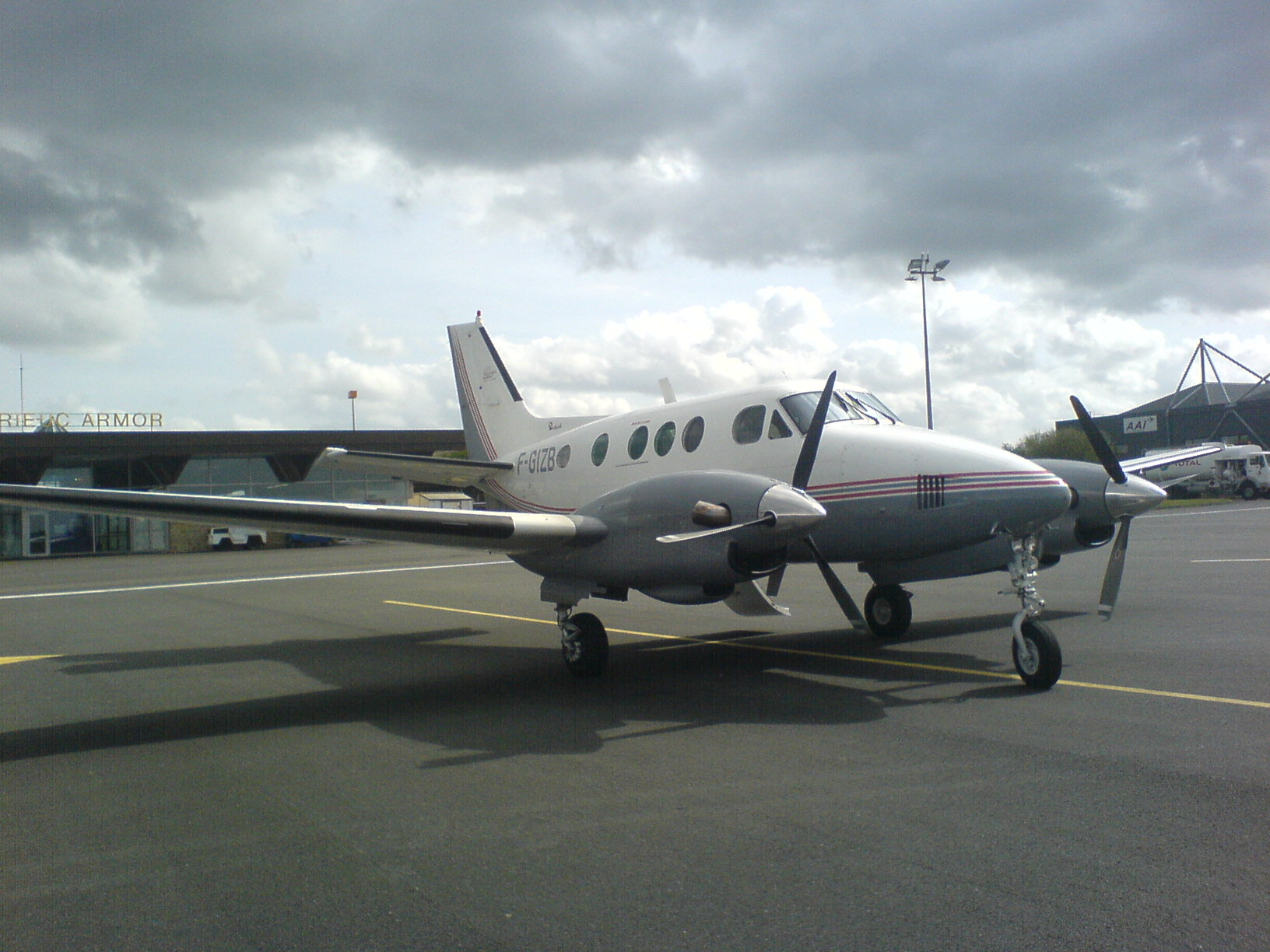
Beechcraft King 90 d'Atlantique Air Assistance
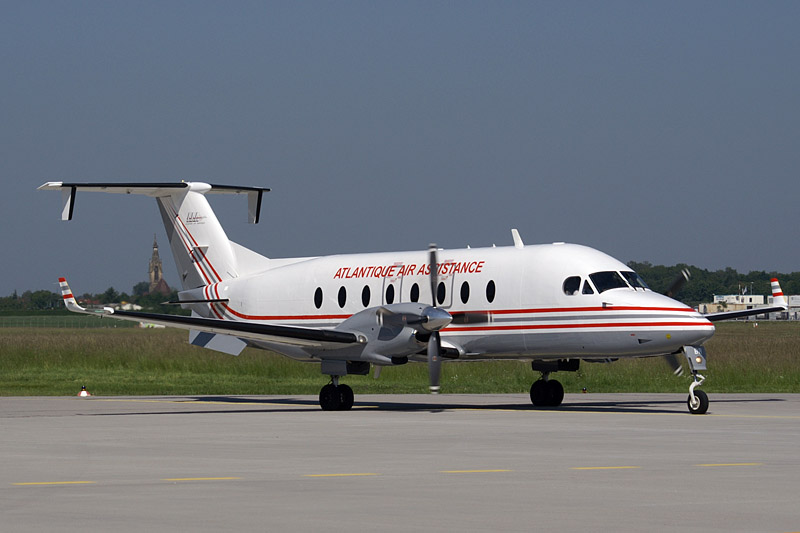
Beechcraft B1900D d'Atlantique Air Assistance
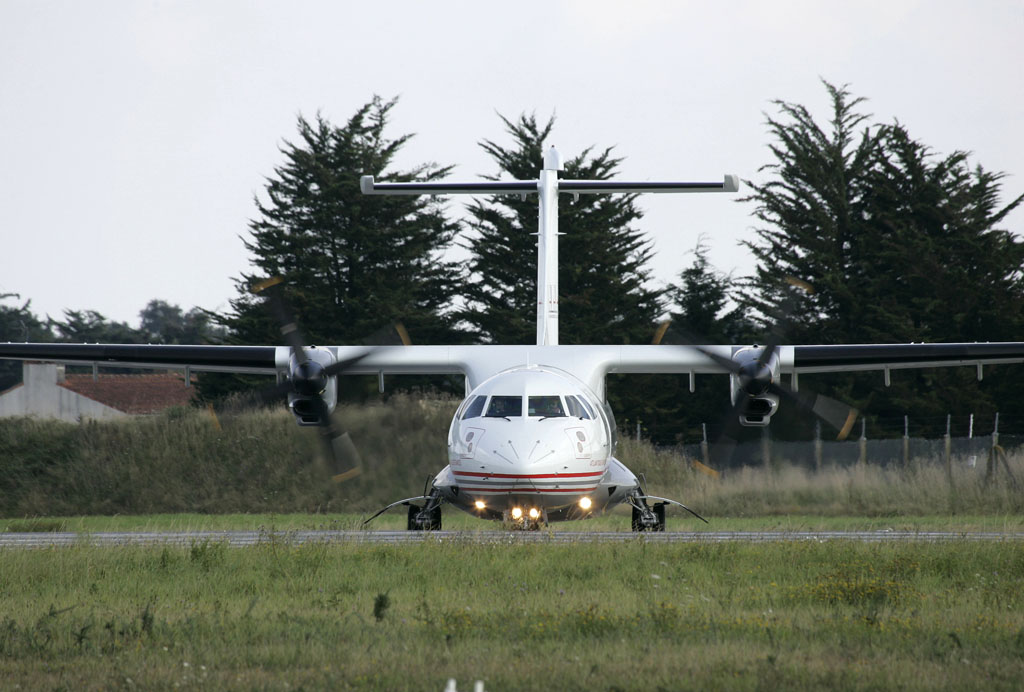
ATR 42 320 d'Atlantique Air Assistance
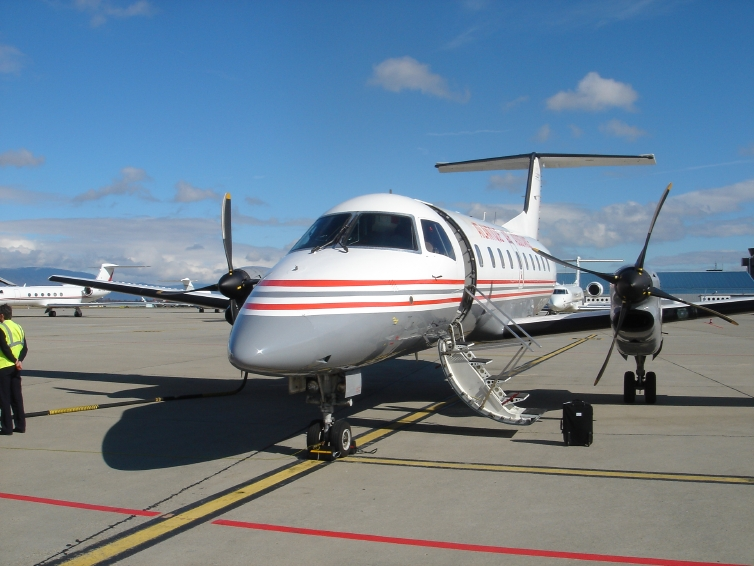
Embraer 120 F-GTVA sorti de la flotte en 2008